# 德瑛 (乾隆進士)
德瑛（1728年—？），字玉溪，号雲亭，塞克图氏，正白旗满洲包衣，进士出身。

## 生平
乾隆庚午科乡试第九十一名举人，辛未科会试第一百七十八名贡士，殿试二甲一十四名进士。
中进士后具体事迹不详。

## 家族
- 高祖：和托齐，正白旗包衣管领下人，世居土默特地方，来归年分无考，原任副将。

- 曾祖：田成（天成），原任协领。

- 祖父：班布占（班布詹），原任司库。

- 父：迈格，內務府坐辦堂郎中。

- 母：王氏、冯氏、顧氏。

- 妻子高氏。

- （堂）兄：諾敏，乾隆丁巳进士，翰林院侍讲学士。[2]

- 侄曾孙：晚清总管内务府大臣师曾（即諾敏之曾孙，诺敏-书庭-连昌-师曾）。